# La Tour d'exercice
La Tour d'exercice est une œuvre de l'artiste chinois Wang Du. Créée en 2008, il s'agit d'une sculpture située à Paris, en France.

## Description
L'œuvre est une sculpture monumentale en acier inoxydable réfléchissant de 11 m de haut et pesant 7 t. Elle prend la forme d'une structure pyramidale très allongée qui reproduit l'architecture d'une tour d'exercice pour pompiers, en en exagérant fortement la perspective.
Le matériau utilisé réfléchit les immeubles environnant ; il est poli à la manière d'un casque de pompier.

## Localisation
L'œuvre est située sur le parvis de la place Jules-Renard dans le 17e arrondissement de Paris, en face d'une caserne de pompiers.

## Commande
L'œuvre est une commande de la ville de Paris destinée à rendre hommage à ses pompiers. Elle est inaugurée en 2008.

## Artiste
Wang Du (né en 1956) est un artiste chinois.